# COMPLEX BLUE -愛だけ哀しすぎて-
『COMPLEX BLUE -愛だけ哀しすぎて-』（コンプレックス・ブルー-あいだけかなしすぎて-）は1994年9月20日に発売されたTHE ALFEE40枚目のシングル。

## 概要
フジテレビ・ビデオサスペンスシリーズ『COMPLEX BLUE』主題歌。カップリング曲はタイトル曲の別ヴァージョンが2曲（インストゥルメンタル）。
彼らは、この年にプライベート・レーベルである、「Zeit（ツァイト）」を発足。
以後1997年迄のポニーキャニオン在籍中はこのレーベルから全作品を発表した。
高見沢が演奏するギターは、後述の'59年製レスポールの他、ソロ部分ではサスティナー搭載ギターを使用している。

## 収録曲
全曲　作詞・作曲：高見沢俊彦　編曲：THE ALFEE
1. COMPLEX BLUE -愛だけ哀しすぎて-
2. THEME OF ROMANCE (COMPLEX BLUE)
3. THEME OF SOLITUDE (GUITAR SOLO)
4. COMPLEX BLUE -愛だけ哀しすぎて- [オリジナル・カラオケ]

## 品番
- PCDA-00640 971円（税抜価格）

## 収録作品
- THE ALFEE 單曲全集二（#1）
- 夢幻の果てに（#1）
- THE ALFEE SINGLE HISTORY VOL.IV 1991-1994（#1,2,3）
- THE ALFEE EMOTIONAL LOVE SONGS（#1）
- THE ALFEE 單曲特集（#1）
- THE ALFEE 30th ANNIVERSARY HIT SINGLE COLLECTION 37（#1）

## 制作時期
高見沢のインタビューが収録された『レス・ポール読本』（枻文庫、2002年）によると、「前々から欲しかったヴィンテージ・レスポール（1959年製）を、1990年代初めに念願叶って入手した直後に、この曲をレコーディングした」とある。記述が正しければ、発表よりかなり前に曲が完成していたことになる。